# پیام‌رسان‌های ایرانی
پیام‌رسان‌های ایرانی که در ایران بیشتر به صورت پیام‌رسان‌های داخلی شناخته می‌شود، به مجموعه‌ای از پیام‌رسان‌ها گفته می‌شود که در داخل ایران و توسط شرکت‌ها یا گروه‌های خصوصی و دولتی ایرانی ساخته شده‌اند. از جمله آن‌ها می‌توان روبیکا، سروش پلاس، ایتا و آیگپ را نام برد.
بی‌اعتمادی زیادی دربارهٔ این پیام رسانها وجود دارد، از جمله شنود گسترده شهروندان ایرانی و اتباع خارجی که از آنها استفاده می‌کنند. در بحبوحه اعتراضات آبان ۱۳۹۸ و قطع اینترنت توسط جمهوری اسلامی، در پیام رسان تلگرام که بیش از ۴۰ میلیون کاربر ایرانی دارد، به‌طور گسترده دو پیام رسان ایرانی آیگپ و روبیکا به گونه بسیار گسترده‌ای در کانالها و سوپرگروه‌ها و نیز شبکه‌های تلویزیونی صدا و سیمای جمهوری اسلامی ایران تبلیغ می‌شدند.
این نرم‌افزارها حمایت دولت را دارند.به گفته مدیر گروه بانکداری الکترونیک پژوهشکده پولی و بانکی اطلاعات کاربران این برنامه‌ها امن نیست، ولی این از سوی وزارت ارتباطات و کارگروه فیلترینگ انکار می‌شود.
تا ۱۴۰۲ این برنامه‌ها ضعف امکانات حل نکرده دارند. تأمین مالی فاز ۱ و ۲ پیام رسان‌ها به ترتیب حدود ۲۰ میلیارد تومان و ۳۰۰ میلیارد تومان بوده است، هزینه پروژه روبیکا ۱۳۹۹ حدود ۲۵۰۰ میلیارد تومان بوده است، در ۱۳۹۴ بودجه موتور جستجوگر ۱۷۰ میلیارد تومان بوده است. وزیرصمت و وزارت ارتباطات برای یک میلیون واحد برند موبایل ایرانی زیر ۱۰۰ دلاری هم بودجهٔ ۵۰۰ میلیارد تومانی و زمین، سوله و تجهیزات تخصیص داده است و برای جایگزین کردن سیستم عامل موبایل اندروید حمایت داده است.همچنین طبق برنامه ۲۵ ساله چینی‌ها هم به ایرانی‌ها برای ساخت پیام رسان، لپ تاپ و موبایل هم کمک می‌کنند.

## مقایسه
پیش از فیلتر توسط وزارت ارتباطات، بیش از ۸۰ درصد از کاربران ایرانی از تلگرام استفاده می‌کردند.
وزارت ارتباطات آمار ترافیک شبکه را طبقه‌بندی می‌کند ولی سهم تعداد کاربران را رو کرده است. طبق آمار دولتی مهاجرت به این برنامه‌ها تا اسفند ۱۴۰۱ برحسب تعداد فعال با ۲۰میلیون کاربر روبیکا رتبه یک استفاده است.
تعرفه هر دقیقه تماس بین پیام‌رسان بومی و شبکه مخابراتی ۲۵ تومان است. نرخ تعرفه دیتا برای استفاده از پیام‌رسان‌های داخلی %۲۰ یا یک‌پنجم تعرفه ترافیک بین‌الملل محاسبه می‌گردد.
امکان گزارش سایت‌های قمار و شرط‌بندی غیرقانونی داخل این برنامه‌ها وجود دارد.

#### قطع دسترسی‌ها
۱۱ اردیبهشت ۱۴۰۲ به دلیل قطع برق دیتاسنترهای شرکت ارتباطات زیرساخت پیامرسانها قطع شدند.

#### لینک شدن
همه برنامه‌های پیامرسان ایرانی وصل به یک پلتفرم به اسم مرکز تبادل پیام هستند.
|                                  | روبیکا                                                   | ایتا                                                                  | سروش پلاس                     | بله                       | گپ                                  | شاد                            |
| -------------------------------- | -------------------------------------------------------- | --------------------------------------------------------------------- | ----------------------------- | ------------------------- | ----------------------------------- | ------------------------------ |
| ریسک استفاده                     | احتمال جاسوسی                                            | احتمال جاسوسی                                                         |                               | احتمال جاسوسی             |                                     |                                |
| نوع مالکیت                       | غیرآزاد - شرکت توسعه کسب و کار ایرانی                    | غیرآزاد-مرکز رشد دانشگاه قم                                           | غیرآزاد - نوآوران هوشمند شریف | غیرآزاد بانک ملّی          | شرکت فناوری اطلاعات توسعهٔ سامان.    | غیرآزاد وزارت آموزش و پرورش    |
| تماس صوتی- تصویری                | تماس گروهی فقط صوتی اما تماس‌های شخصی هم صوتی و هم تصویری | بله                                                                   | بله                           | بله                       | بله                                 | بله                            |
| فروشگاه                          | دارد                                                     | دارد                                                                  | دارد                          | دارد                      | دارد                                | دارد                           |
| ورژن کامپیوتر و موبایل           | بله                                                      | بله                                                                   | بله                           | فقط پیشرو                 | بله                                 | بله                            |
| پاک کردن حساب کاربری             | بله بله                                                  | بله                                                                   | بله                           | گزینه دارد ولی کار نمی‌کند |                                     |                                |
| تبلیغ                            | بله                                                      | بله                                                                   | بله                           | بله                       | بله                                 | بله                            |
| استریمینگ یاپخش وی او دی         | بله                                                      | نه                                                                    | بله                           | نه                        | بله                                 | بله                            |
| امکان انتقال پبامها به/از تلگرام | نه                                                       | بله، ابتدا باید کانال را در سامانه اداره فرهنگ و ارشاد اسلامی ثبت کرد | بله                           | بله                       | بله                                 | نه                             |
| اینترنت کودک و نوجوان            | دارد                                                     | دارد                                                                  | دارد                          | دارد                      | دارد                                | دارد                           |
| قابلیت‌ها                         | روبینو                                                   |                                                                       | شخصی‌سازی تم اپلیکیشن          | قفل کردن گروه             | تبدیل صوت به متن و بلعکس/ بخش کامنت | شادبین فیلم آموزشی تمام رشته‌ها |

## فهرست

### بله
پیام‌رسان بله، برنامه‌ای دارای امکانات بانکی است و می‌تواند عملیات‌هایی نظیر انتقال پول، درخواست پول، ارسال پاکت هدیه، پرداخت قبوض مختلف و خرید شارژ انجام دهد. به‌طور کلی می‌توان خدمات پیام‌رسان بله را به سه دسته مالی، پیام‌رسان و تعاملی تقسیم کرد.
این پیام‌رسان زیر نظر بانک ملی ایران است. و پیامک‌های بانکی هم از طریق این اپلیکیشن برای کاربران ارسال می‌گردد.
سپر دفاعی گوگل در فروردین ۱۴۰۳ دربارهٔ جاسوسی پیام‌رسان بله به کاربران اندروید هشدار داد و از آن‌ها درخواست کرد این اپلیکیشن را از گوشی خود حذف کنند.

### ایتا
پیام‌رسان ایتا محصول شرکت اندیشه یاوران تمدن امروز (ایتا) است که در سال ۱۳۹۶ شروع به فعالیت کرد. می‌گویند این پیام‌رسان بیش از ۱۸ میلیون کاربر فعال روزانه در ایران دارد. اکنون نسخه جدید این پیام‌رسان امکان نمایش کانال‌ها به‌صورت رسانه محور (مانند اینستاگرام) و تماس صوتی و تصویری را به کاربران خود داده است همچنین این برنامه شباهت بسیاری به تلگرام دارد و برخی‌ها این برنامه را به کپی‌برداری از تلگرام متهم می‌کنند

### روبیکا
روبیکا یک پیام‌رسان مانند اینستاگرام است که توسط حکومت پشتیبانی می‌شود. در ۲۶ مرداد ۱۴۰۰ معاون کاربران و تنظیم‌گری اجتماعی سازمان تنظیم مقررات صوت و تصویر فراگیر اعلام کرد که مجوز این پیام‌رسان به‌علت «تخلفات ترافیکی و درآمدهای غیرقانونی، فعالیت بدون مجوز، نقض قوانین رقابت و استفاده غیرمجاز از اطلاعات شخصی کاربران»، باطل شده است. ساخت حساب‌های جعلی برای افراد مختلف از طرف روبیکا در سال ۱۴۰۰ با انتقادهای فراوانی روبرو شد.
همچنین این برنامه توسط سپر ایمنی گوگل پلی بدافزار شناسایی شد و از گوگل پلی حذف شد.

| \| نقش اول کیفیت \| \| \| \| ارتباطات سیار \| \| \| \| توسعه نوردنا \| \| \| | شرکت‌های تابع توسعه کسب وکار ایرانی |
| \| نقش اول کیفیت \| \| \| \| ارتباطات سیار \| \| \| \| توسعه نوردنا \| \| \| |                                    |
| نقش اول کیفیت                                                                |                                    |
|                                                                              |                                    |
| ارتباطات سیار                                                                |                                    |
|                                                                              |                                    |
| توسعه نوردنا                                                                 |                                    |
|                                                                              |                                    |

### آیگپ
سازنده این پیام‌رسان شرکت روی خط مدیا است که زیر نظر وزارت فرهنگ و ارشاد اسلامی کدهای آن را تولید کرده است. بعدها محمدرسول کاظمی بنیان‌گذار آیگپ در توییتر اعلام کرد این پیام‌رسان از شرکت روی خط مدیا به شرکت توسعه فناوری‌های هوشمند کیان ایرانیان واگذار شده است. و این پیام‌رسان متعلق به شرکت توسعه فناوری‌های هوشمند کیان ایرانیان است آیگپ دارای رمزنگاری قوی و تماس صوتی و تصویری با کیفیت بالا و امن می‌باشد.
دانشگاه آزاد اسلامی برای دریافت رمز یکبار مصرف ورود به سامانهٔ انتخاب واحد این دانشگاه دانشجویان را ملزم به ساخت حساب پیام رسان آیگپ نموده است و این اقدام باعث اعتراض دانشجویان و حتی فارغ‌التحصیلان این دانشگاه گردیده است.

### سروش پلاس
این نرم‌افزار در ابتدا با حمایت سازمان صدا و سیمای جمهوری اسلامی ایران بود اما در اسفند ۱۳۹۷ از صدا و سیما جدا شد و در حال حاضر به‌طور مستقل فعالیت می‌کند. سروش پس از جدا شدن از صدا وسیما نام خود را به سروش پلاس تغییر داد، سروش پلاس سرعت و کیفیت و امکانات بهتری نسبت به سروش دارد. این پیامرسان در ابتدا با مالکیت سازمان صدا و سیمای جمهوری اسلامی ایران بود، اما در حال حاضر شرکت ستاک هوشمند شریف مالکیت سروش‌پلاس را به عهده دارد.

### گپ
مالک این پیام‌رسان شرکت فناوری اطلاعات توسعهٔ سامان است. گپ به کاربران خود این امکان را می‌دهد تا با یکدیگر به تبادل پیام‌های متنی، عکس، ویدیو بپردازند.

#### ویراستی
ویراستی یک کپی شبیه توییتر است، در ویراستی virasty کاربران قابلیت پست کردن «ویراست» دارد. احتیاج به شماره موبایل و احراز هویت حقیقی یا حقوقی شرکت‌ها را دارد، رهبر و وزرای ایرانی از آن استفاده می‌کنند.
به گفته سازنده آن توسعه آن قبل از خیزش ۱۴۰۱ ایران انجام شد. به ویراستی توییتر ایرانی هم می‌گویند.

### شبکه آموزشی دانش‌آموزان (شاد)
شبکه آموزشی دانش‌آموز مشهور با سرواژه شاد نرم‌افزاری ارتباطی و آموزشی است که در پی دنیاگیری کروناویروس در ایران به دلیل عدم امکان حضور دانش‌آموزان در مدارس ایران راه اندازی شد. صاحب امتیاز این نرم‌افزار وزارت آموزش و پرورش ایران است و دانش‌آموزان، معلمان و مدیران افرادی هستند که از این نرم‌افزار استفاده می‌کنند. این برنامه مانند برنامه روبیکا و به تازگی قابلیت‌های جدیدی مانند و تماشا که فعلاً در دسترس کاربران عادی نیست و فعلاً مدیران و معلمان می‌توان به آن دسترسی پیدا کنند مانند ویترین است که به آن اضافه گردیده است.

### همدم
این برنامه دوکاره همسریابی محصول تبیان و سازمان تبلیغات اسلامی است با همکاری شورای عمومی فرهنگ، تیر ۱۴۰۰ این نرم‌افزار را باز کرد. وزیر ورزش و جوانان با امثال این اپ‌ها موافقت نکرد. اسم این برنامه با یک برنامه یک شرکت دیگر که کارش برای تقویم قاعدگی است یکی است.

### دیوار
دیوار برای خرید و فروش وسایل در ایران به کار می‌رود

### منسوخ

#### تلگرام طلایی و هاتگرام
نسخهٔ کلاینت‌های تلگرام مخصوص ایرانی با قابلیت سانسور ساخته شده توسط دولت ایران بودند، بعد از مدتی توسط گوگل پلی به نام بدافزار تعیین و حذف شدند و پس از آن به صورت کامل تعطیل شدند.

#### تبیان
شبکه اجتماعی تبیان سال ۲۰۲۰ تعطیل شد.

#### کلوب
کلوب سال ۱۳۹۶ تعطیل شد.

#### فیس‌نما
کپی ایرانی فیس‌بوک در اردیبهشت ۱۴۰۱ تعطیل شد.

#### ساینا
آخرین آپدیت پیام‌رسان ساینا برای ۵ دی ۱۳۹۴ است و با این که هیچگاه تعطیلی آن به‌طور رسمی اعلام نشد، در عمل متروکه است.

#### بیسفون
بیسفون در سال ۱۳۹۳ رونمایی شد خود را اولین پیام‌رسان ایرانی می‌دانست. در سال ۱۳۹۷ نسخه جدیدی از آن با نام بیسفون پلاس عرضه شد. در سال ۱۳۹۹ تعطیل شد.

#### محاوره
روح‌الله مومن‌نسب گفته است که یک تیم دانشجویی در سال ۱۳۸۶، یک پیام‌رسان به نام «محاوره» را طراحی کردند؛ اما وزارت ارتباطات به‌جای حمایت از این جوانان که دارای مجوز سازمان انفورماتیک بودند، از این پیام‌رسان شکایت و به نوعی راه را برای ورود پیام‌رسان‌های خارجی هموار کرد و متأسفانه این پیام‌رسان زمین‌گیر شد.